# ヤドリバエ
ヤドリバエ（寄生蠅）は、ハエ目（双翅目）・ヤドリバエ科（Tachinidae）に属する昆虫の総称。狭義のハエ（環縫短角群）に含まれ、ニクバエ科、クロバエ科などとともにヒツジバエ上科を構成する。和名の通り、幼虫は他の昆虫などに捕食寄生する。ただし同じヒツジバエ上科のニクバエ科、クロバエ科など他の科にも幼虫が昆虫などに捕食寄生するハエは散見され、無弁翅類のメバエ科、デガシラバエ科など科全体が捕食寄生性であるハエもある。そのため、「寄生蝿」「寄生バエ」と表記したときにヤドリバエ科以外の捕食寄生性のハエをも含むことがしばしばある。

## 分類
アシナガヤドリバエ亜科 Dexiinae
アシナガハリバエなど。
ヤドリバエ亜科 Exoristinae
ヨトウクロヤドリバエ、マメコガネヤドリバエ、マガタマハリバエ、エゾシロヤドリバエ、トガリハリバエ、ブランコヤドリバエ、ミノムシヤドリバエ、カイコノウジバエなど。
ヒラタヤドリバエ（ヒラタハナバエ）亜科 Phasiinae
シナヒラタヤドリバエ（シナヒラタハナバエ）、マルボシヒラタヤドリバエ（マルボシヒラタハナバエ）、ダイミョウヒラタヤドリバエ（ダイミョウヒラタハナバエ）など。
セスジハリバエ亜科 Tachininae
クロツヤナガハリバエ、セスジハリバエ、ヨコジマオオハリバエ、コガネオオハリバエなど。

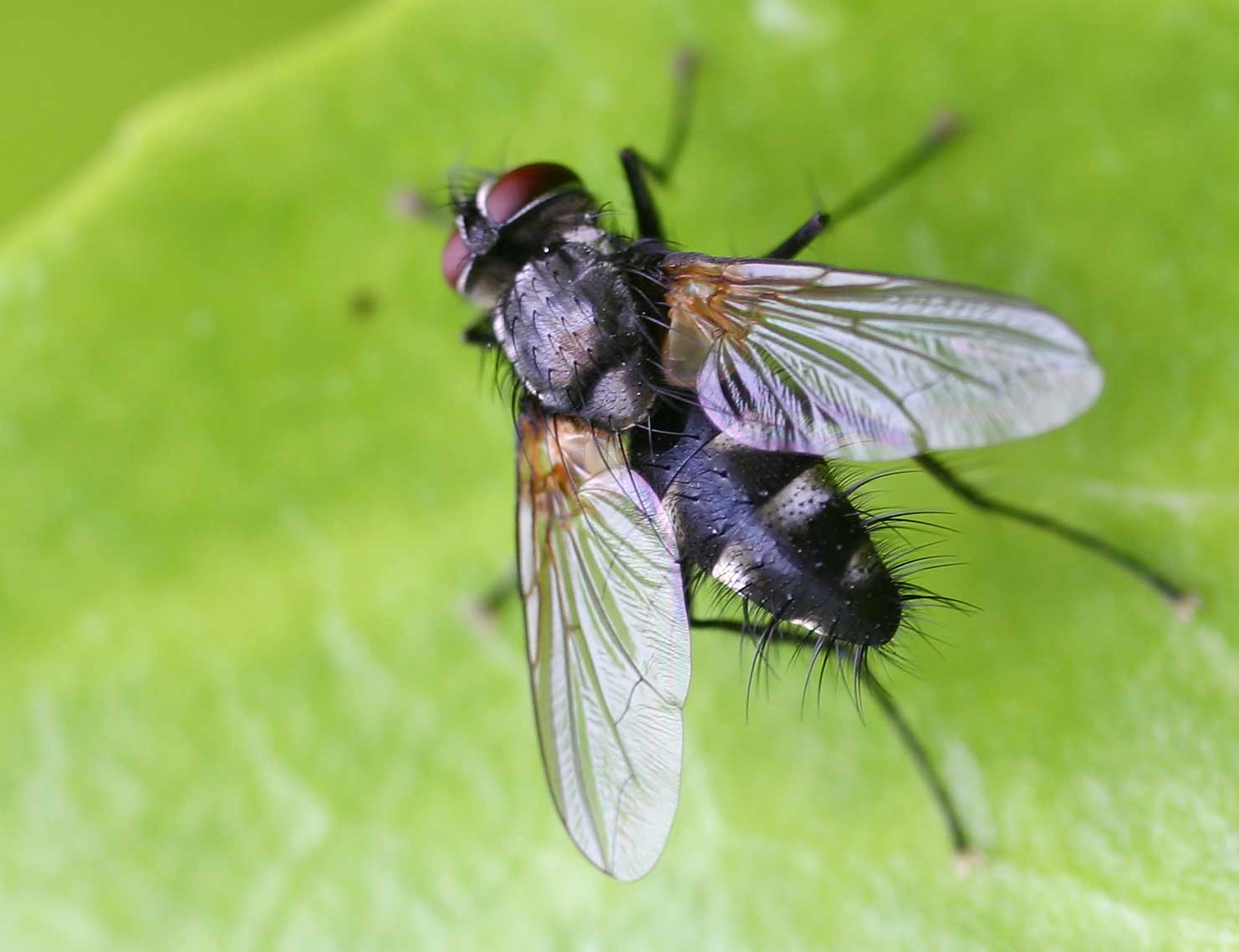
アシナガハリバエ Thelaira nigripes
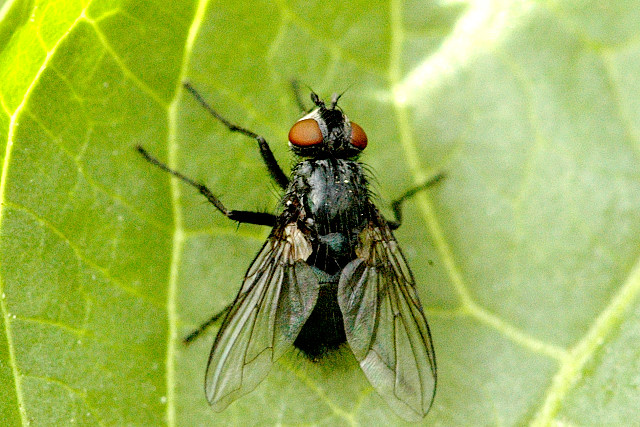
ヨトウクロヤドリバエ Blondelia nigripes
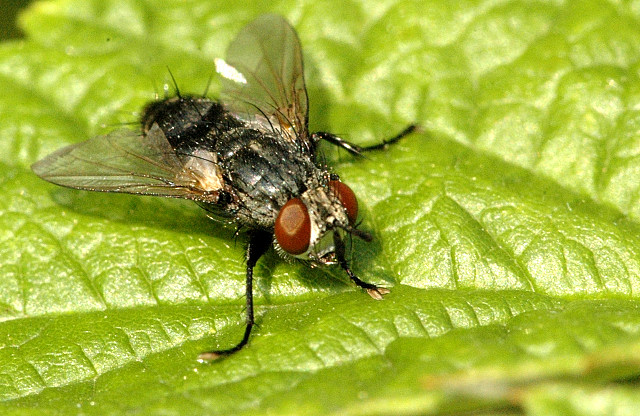
マガタマハリバエ Epicampocera succincta
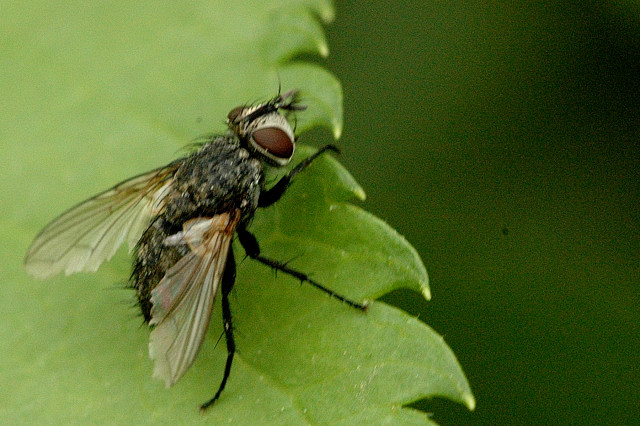
エゾシロヤドリバエ Phryxe vulgaris
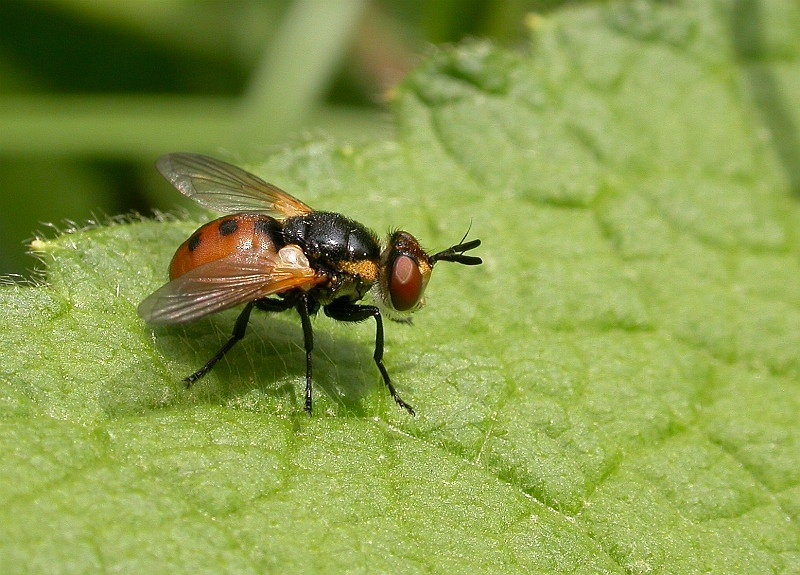
マルボシヒラタヤドリバエ Gymnosoma rotundata
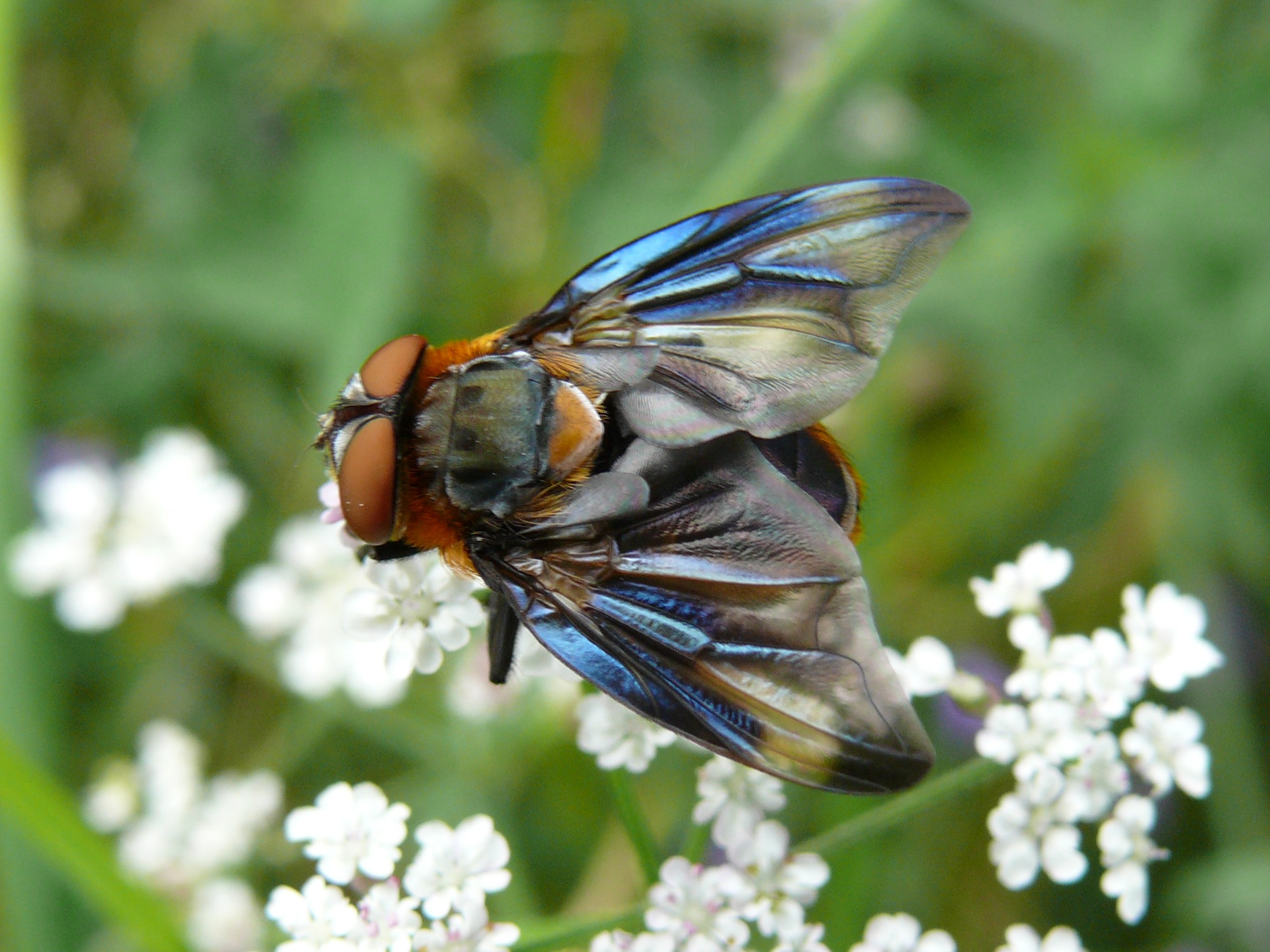
ダイミョウヒラタヤドリバエ Phasia hemiptera